# Karel Texel
Karel Texel (3. března 1926 Jemnice – 5. srpna 2002 Plzeň) byl český divadelní režisér, dramatik a básník.

## Život
Po složení maturity započal studium práv na Masarykově univerzitě v Brně. Studium musel kvůli komunistické perzekuci po roce 1948 ukončit. Špatný kádrový profil mu umožňoval studium pouze na uměleckých školách.[ujasnit] V roce 1954 tak vystudoval režii na Divadelní fakultě Janáčkovy akademie múzických umění v Brně. Titul JUDr. mu byl udělen až po revoluci.[zdroj?]
Byl čtyřikrát ženatý; s Marií Texelovou, herečkou a režisérkou Českého rozhlasu Plzeň, má dceru Alexandru Texelovou. Jeho jediný vnuk též absolvoval JAMU, obor činoherní herectví.
Potýkal se s celoživotní závislostí na alkoholu.[zdroj?] Zemřel v Městské nemocnici v Plzni.

## Dílo
Pracoval v Divadle Jiřího Wolkera, zdramatizoval např. Pohádky Jana Wericha (Královna koloběžka, Fimfárum, František Nebojsa, Tři veteráni) či Alenka v říši divů (a za zrcadlem) podle Lewise Carrolla.